# Molo, Kenya
För andra betydelser, se Molo.
Molo är en ort i distriktet Nakuru i provinsen Rift Valley i Kenya. År 1999 hade staden 89 594 invånare.
Molo ligger vid randen av Mauskogen.